# Cuco-pálido
Cuco-pálido  (Cacomantis pallidus) é uma espécie de ave da família Cuculidae.
Pode ser encontrada nos seguintes países: Austrália, Ilha Christmas, Indonésia, Nova Zelândia e Papua-Nova Guiné.
Os seus habitats naturais são: florestas secas tropicais ou subtropicais e florestas de mangal tropicais ou subtropicais.